# Yreka (Kalifornija)
Yreka je grad u američkoj saveznoj državi Kalifornija. Prema popisu stanovništva iz 2010. u njemu je živjelo 7.765 stanovnika.